# 1994 no jornalismo
Nesta página encontrará referências aos acontecimentos directamente relacionados com o jornalismo ocorridos durante o ano de 1994.

## Eventos
- 15 de março — Fundação do jornal regional português "As Beiras".
- agosto — Fundação da revista "CartaCapital" no Brasil.

## Nascimentos
| Data | Nome | Profissão | Nacionalidade | Observações | Ref |
| ---- | ---- | --------- | ------------- | ----------- | --- |

## Mortes
| Data        | Nome           | Profissão  | Nacionalidade  | Observações | Ref |
| ----------- | -------------- | ---------- | -------------- | ----------- | --- |
| 20 de março | Lewis Grizzard | jornalista | Estados Unidos | n. 1946     |     |